# 小林ふみ子
小林 ふみ子（こばやし ふみこ、1973年 - ）は、日本近世文学研究者、法政大学教授。

## 人物・来歴
山梨県生まれ。山梨県立甲府南高等学校卒、1996年東京大学文学部国文科卒、2003年同大学院人文社会系研究科博士課程満期退学。2003年「大田南畝『七観』をめぐって－詩文と戯作」などで日本古典文学会賞受賞。2004年「天明狂歌研究」で文学博士。2004年法政大学キャリアデザイン学部専任講師、2007年准教授。2011年文学部准教授、2014年教授。

## 著書
- 『天明狂歌研究』汲古書院、2009
- 『大田南畝　江戸に狂歌の花咲かす』岩波書店、2014／角川ソフィア文庫、2024
- 『へんちくりん江戸挿絵本』集英社インターナショナル新書、2019

### 共編著
- 『『狂文宝合記』の研究』鹿倉秀典、延広真治、広部俊也、松田高行、和田博通共編著、汲古書院 2000
- 『絵入吉原狂歌本三種』編、太平書屋 2002
- 『江戸見立本の研究』鹿倉秀典、延広真治、広部俊也、松田高行、山本陽史, 和田博通共編著、汲古書院 2006 ISBN　978-4-7629-3546-6
- 『好古趣味の歴史　江戸東京からたどる』 法政大学江戸東京研究センター、中丸宣明共編著、文学通信 2020 ISBN 978-4909658296
- 『最後の文人 石川淳の世界』 田中優子、帆苅基生、山口俊雄、鈴木貞美共編著、集英社新書 2021
- 遠山雲如『墨水四時雑詠 注解』杉下元明ほか共編著、太平書屋 2021
- 『東アジアの都市とジェンダー　過去から問い直す』染谷智幸共編著、文学通信 2023